# زمین‌لرزه بین‌صفحه‌ای
زمین‌لرزهٔ بین‌ورقه‌ای (به انگلیسی: Interplate earthquake) زمین‌لرزه‌ای است که در مرز میان دو ورقهٔ تکتونیکی رخ می‌دهد. این نوع زمین‌لرزه‌ها عامل بیش از ۹۰ درصد از کل انرژی لرزه‌ای رهاشده در جهان می‌باشند. هنگامی که ورقه‌ای در تقلا برای گذر از کنار ورقه‌ای دیگر است، دو ورقه به یکدیگر قفل می‌شوند تا زمانی که تنش کافی برای لغزاندن ورقه‌ها نسبت به یکدیگر فراهم شود. فرایند لغزش باعث بروز زمین‌لرزه و ایجاد امواجی لرزه‌ای می‌شود که از درون زمین (امواج درونی) و در سطح زمین (امواج سطحی) حرکت می‌کنند.
برخی از مناطق جهان که در معرض وقوع این نوع زمین‌لرزه‌ها قرار دارند عبارتند از: ساحل غربی آمریکای شمالی (به‌ویژه کالیفرنیا و آلاسکا)، شمال شرقی منطقهٔ مدیترانه (بالاخص یونان، ایتالیا، و ترکیه)، ایران، نیوزیلند، اندونزی، هند، ژاپن، و بخش‌هایی از چین.